# La Palma, Querétaro
La Palma är en ort i Mexiko.   Den ligger i kommunen Querétaro och delstaten Querétaro Arteaga, i den centrala delen av landet, 210 km nordväst om huvudstaden Mexico City. La Palma ligger 2 180 meter över havet och antalet invånare är 663.
Terrängen runt La Palma är huvudsakligen kuperad, men åt sydväst är den platt. Runt La Palma är det ganska tätbefolkat, med 144 invånare per kvadratkilometer. Närmaste större samhälle är San José Iturbide, 12,9 km norr om La Palma. Trakten runt La Palma består i huvudsak av gräsmarker.